# Hydrochus neosquamifer
Hydrochus neosquamifer är en skalbaggsart som beskrevs av Ales Smetana 1988. Hydrochus neosquamifer ingår i släktet Hydrochus och familjen gyttjebaggar. Inga underarter finns listade i Catalogue of Life.